# Copa de Competencia Adolfo Bullrich 1911
La Copa de Competencia Adolfo Bullrich 1911, también llamada Copa Bullrich 1911, fue la novena edición de esta competición oficial y de carácter nacional, organizada por la Argentine Football Association.
Participaron todos los equipos de la División Intermedia.
La competencia consagró campeón por primera vez a Nacional, al vencer por 3 a 1 en la final a Estudiantil Porteño.

## Sistema de disputa
Los equipos se enfrentaron entre sí por eliminación directa a partido único. En caso de igualdad se disputó un desempate.

## Equipos participantes
| Equipo                  | Ciudad          |
| ----------------------- | --------------- |
| Argentino de Quilmes    | Quilmes         |
| Boca Juniors            | Buenos Aires    |
| Banfield                | Lomas de Zamora |
| Comercio                | Buenos Aires    |
| Estudiantes de La Plata | La Plata        |
| Estudiantil Porteño     | Buenos Aires    |
| Ferro Carril Oeste      | Buenos Aires    |
| Independiente           | Avellaneda      |
| Kimberley               | Buenos Aires    |
| Nacional                | Buenos Aires    |

## Fase preliminar
| 21 de mayo | Estudiantes de La Plata                           | 5:0 | Ferro Carril Oeste | cancha de Estudiantes, La Plata |  |
|            | J. L. Hirschi · González Bonorino · O. F. Hirschi |     |                    |                                 |  |

| 21 de mayo | Boca Juniors                         | 3:1 (0:0) | Argentino de Quilmes | cancha de Boca Juniors, Buenos Aires |                   |
|            | Pastor 60' (pen.), 65' · Taggino 75' | Reporte   | 81' Badaracco        | Árbitro(s): Revel                    | Árbitro(s): Revel |

## Fase final

### Cuadro de desarrollo
|  | Cuartos de final        | Cuartos de final |                     |                     | Semifinales | Semifinales |  |          | Final | Final |  |
|  |                         |                  |                     |                     |             |             |  |          |       |       |  |
|  |                         |                  |                     |                     |             |             |  |          |       |       |  |
|  | Nacional                | 2                |                     |                     |             |             |  |          |       |       |  |
|  | Nacional                | 2                |                     |                     |             |             |  |          |       |       |  |
|  | Estudiantes de La Plata | 1                |                     |                     |             |             |  |          |       |       |  |
|  | Estudiantes de La Plata | 1                |                     | Nacional            | 1           |             |  |          |       |       |  |
|  |                         |                  |                     | Nacional            | 1           |             |  |          |       |       |  |
|  |                         |                  | Independiente       | 0                   |             |             |  |          |       |       |  |
|  | Independiente           | 1                | Independiente       | 0                   |             |             |  |          |       |       |  |
|  | Independiente           | 1                |                     |                     |             |             |  |          |       |       |  |
|  | Boca Juniors            | 0                |                     |                     |             |             |  |          |       |       |  |
|  | Boca Juniors            | 0                |                     |                     |             |             |  | Nacional | 3     |       |  |
|  |                         |                  |                     |                     |             |             |  | Nacional | 3     |       |  |
|  |                         |                  | Estudiantil Porteño | 1                   |             |             |  |          |       |       |  |
|  | Estudiantil Porteño     | 5                | Estudiantil Porteño | 1                   |             |             |  |          |       |       |  |
|  | Estudiantil Porteño     | 5                |                     |                     |             |             |  |          |       |       |  |
|  | Comercio                | 3                |                     |                     |             |             |  |          |       |       |  |
|  | Comercio                | 3                |                     | Estudiantil Porteño | 6           |             |  |          |       |       |  |
|  |                         |                  |                     | Estudiantil Porteño | 6           |             |  |          |       |       |  |
|  |                         |                  | Kimberley           | 5                   |             |             |  |          |       |       |  |
|  | Kimberley               | 3                | Kimberley           | 5                   |             |             |  |          |       |       |  |
|  | Kimberley               | 3                |                     |                     |             |             |  |          |       |       |  |
|  | Banfield                | 2                |                     |                     |             |             |  |          |       |       |  |
|  | Banfield                | 2                |                     |                     |             |             |  |          |       |       |  |
|  |                         |                  |                     |                     |             |             |  |          |       |       |  |

### Semifinales
| 16 de julio | Nacional  | 1:0 | Independiente | cancha de Estudiantil Porteño, Ituzaingó |  |
|             | Colonello |     |               |                                          |  |

| 16 de julio | Estudiantil Porteño | 3:3 | Kimberley        | Estadio de Ferro Carril Oeste, Buenos Aires |  |
|             | Costas              |     | Roldan · Tissone |                                             |  |

#### Desempate
| 20 de agosto | Estudiantil Porteño | 6:5 | Kimberley | cancha de Estudiantes, Buenos Aires |  |

### Final
| 30 de agosto | Nacional | 3:1 (1:0) | Estudiantil Porteño | Estadio de Racing, Avellaneda |                      |
|              | Sosa · Iriarte · Pedacci · Acevedo · Morroni · Mariani · Perella · Laguna · Castelao · Colonello · Sciammarella · Mariani 12' · Castelao 65' · Sciammarella 81' | Reporte   | Nelson · Franceschi · Paulsen · Basurdo · O'Brien · Bonnesserre · Dasso · Doyee · Costas · Fernández · Bergalli · 66' Fernández | Árbitro(s): Rigiardo          | Árbitro(s): Rigiardo |

|                              |
|                              |
| Campeón Nacional 1.er título |